# Буйнакский район
Буйна́кский район (кум. Темирхан-шура якъ, Бойнакъ якъ) — административно-территориальная единица и муниципальное образование (муниципальный район) в составе Дагестана Российской Федерации.
Административный центр — город Буйнакск (не входит в состав района).

## География
Район расположен в центральной части Дагестана. Граничит на севере с Кизилюртовским, на северо-востоке — с Кумторкалинским, на востоке — с Карабудахкентским, на юге — с Левашинским, на юго-западе — с Унцукульским, на западе — с Гумбетовским и Казбековским районами республики. В центральной части района находится город республиканского значения Буйнакск, не входящий в район. Площадь территории района — 1842,09 км².
Климат района — умеренно континентальный с заметным проявлением высотной поясности в распределении климатических элементов. Самым низким местом района является уровень Чиркейского водохранилища, созданного в 1975 году, а самой высокой точкой — гора Салатау (2713 м) на одноимённом хребте. 
Речную сеть района составляют река Шура-озень с притоками Атлан-озень, Буглен-озень, Бураган-озень, Апке-озень, а также небольшой отрезок реки Сулак с притоками Аксу и верхнее течение реки Параул-озень. Животный мир района разнообразен: в лесах можно встретить копытных и пушных зверей: куницу, кабана, зайца, волка, лису. В июне 1994 года в бассейне реки Аксу для охраны и воспроизводства редких и исчезающих видов фауны был создан Мелиштинский заказник.

## История
предыстория
Территория района расположена на историко-географической области Кумыкия.
До XVIII вв. территория современного района входила в кумыкское феодальное государство — Тарковское шамхальство, со столицей в Тарки. В XVIII веке часть территории нынешнего района вошло в состав новообразованного в результате отсоединения от Тарковского шамхальства в виде удела (бийлика) кумыкское ханство Мехтулинское (Дженгутаевское) со столицей в Нижнем Дженгутае, другая в составе Бамматулинского владения (Верхнее Казанище, Нижнее Казанище, Буглен, Муслим-аул, Темир-Хан-Шура и Халимбекаул) со столицей в Нижнее Казанище.
В 1860 году после упразднения Тарковского шамхальства и Мехтулинского (Дженгутаевского) ханства, территория современного района вошла в состав новообразованного Темир-Хан-Шуринского округа в составе так же новообразованной Дагестанской области с центром в Темир-Хан Шуре.
Постановлением Президиума ЦИК ДАССР от 6.01.1923 г. путём переименования Темир-Хан-Шуринского округа был образован Буйнакский район.
1 сентября 1934 года Президиум ВЦИК постановил «Перечислить Ахкентский, Кулецминский, Урминский и Ухлинский сельсоветы из Буйнакского района в состав Левашинского района».
Указом Президиума ВС РСФСР от 25.06.1952 г. район вошёл в состав в Буйнакского округа, районный центр перенесён в с. Нижнее Казанище. В 1953 году округ был упразднён и район вернулся в прямое подчинение Дагестанской АССР. В том же году районный центр был перенесён из Нижних Казанищ в Буйнакск. Указом Президиума ВС РСФСР от 1.02.1963 г. район ликвидирован, территория передана в состав укрупнённого Ленинского сельского района. Указом от 12.01.1965 г. район восстановлен в прежних границах.
С 2011 года главой района был Даниял Хизриевич Шихсаидов — сын председателя Народного собрания Дагестана Хизри Шихсаидова. 4 апреля 2017 года район возглавил Камиль Абусалимович Изиев, бывший до того заместителем мэра Махачкалы. 20 января 2023 года и. о. района назначен Уллубий Ханмурзаев, на этом посту он сменил Абидина Карчигаева, который также был и.о. главы с июня 2022 года .

## Население
| 1926    | 1939    | 1959    | 1970    | 1979    | 1989    | 2002    | 2009    | 2010    |
| ------- | ------- | ------- | ------- | ------- | ------- | ------- | ------- | ------- |
| 52 004  | ↘38 968 | ↘30 238 | ↗39 142 | ↗45 285 | ↗50 094 | ↗65 018 | ↗71 246 | ↗73 402 |
| 2011    | 2012    | 2013    | 2014    | 2015    | 2016    | 2017    | 2018    | 2019    |
| ↗74 284 | ↗74 824 | ↗76 248 | ↗77 327 | ↗78 407 | ↗79 172 | ↗80 131 | ↗80 767 | ↗81 331 |
| 2020    | 2021    | 2023    | 2024    | 2025    |         |         |         |         |
| ↗82 080 | ↗84 132 | ↗85 268 | ↗86 029 | ↗87 002 |         |         |         |         |

Согласно прогнозу Минэкономразвития России, численность населения будет составлять:
- 2024 — 86,78 тыс. чел.
- 2035 — 98,22 тыс. чел.

### Национальный состав
По данным Всероссийской переписи населения 2020-2021 года (без города Буйнакска) :
| Народ                       | Численность, чел. | Доля от всего населения, % |
| --------------------------- | ----------------- | -------------------------- |
| кумыки                      | 51 396            | 61,09 %                    |
| аварцы                      | 20 177            | 23,98 %                    |
| даргинцы                    | 9 825             | 11,68 %                    |
| другие                      | 1 932             | 2,30 %                     |
| не указавшие национальность | 802               | 0,95 %                     |
| всего                       | 84 132            | 100,00 %                   |

По данным Всероссийской переписи населения 2010 года:
| Народ                       | Численность, чел. | Доля от всего населения, % |
| --------------------------- | ----------------- | -------------------------- |
| кумыки                      | 44 861            | 61,12 %                    |
| аварцы                      | 17 254            | 23,51 %                    |
| даргинцы                    | 9 819             | 13,38 %                    |
| другие                      | 493               | 0,68 %                     |
| не указавшие национальность | 975               | 1,33 %                     |
| всего                       | 73 402            | 100,00 %                   |

## Территориальное устройство
Буйнакский район в рамках административно-территориального устройства включает сельсоветы и сёла.
В рамках организации местного самоуправления в одноимённый муниципальный район входят 20 муниципальных образований со статусом сельского поселения, которые соответствуют сельсоветам и сёлам.
| №  | Сельское поселение            | Административный центр | Количество населённых пунктов | Население (чел.) | Площадь (км²) |
| -- | ----------------------------- | ---------------------- | ----------------------------- | ---------------- | ------------- |
| 1  | село Акайтала                 | село Акайтала          | 1                             | ↗734             | 0,31          |
| 2  | сельсовет Апшинский           | село Апши              | 2                             | ↗2865            | 23,34         |
| 3  | село Аркас                    | село Аркас             | 1                             | ↘368             | 10,08         |
| 4  | село Атланаул                 | село Атланаул          | 1                             | ↗3084            | 34,89         |
| 5  | село Буглен                   | село Буглен            | 1                             | ↗2117            | 43,53         |
| 6  | сельсовет Верхнеказанищенский | село Верхнее Казанище  | 2                             | ↗9904            | 84,89         |
| 7  | сельсовет Верхне-Каранаевский | село Верхний Каранай   | 2                             | ↘1460            | 76,06         |
| 8  | село Верхний Дженгутай        | село Верхний Дженгутай | 1                             | ↘2489            | 25,01         |
| 9  | село Дуранги                  | село Дуранги           | 1                             | ↘496             | 6,94          |
| 10 | сельсовет Ишкартынский        | село Нижнее Ишкарты    | 2                             | ↗1407            | 46,73         |
| 11 | село Кадар                    | село Кадар             | 1                             | ↘2858            | 33,04         |
| 12 | сельсовет Карамахинский       | село Карамахи          | 3                             | ↗5596            | 35,27         |
| 13 | село Кафыр-Кумух              | село Кафыр-Кумух       | 1                             | ↗5958            | 61,12         |
| 14 | сельсовет Манасаульский       | село Манасаул          | 2                             | ↘1009            | 6,02          |
| 15 | село Нижнее Казанище          | село Нижнее Казанище   | 1                             | ↗16 984          | 6,65          |
| 16 | село Нижний Дженгутай         | село Нижний Дженгутай  | 1                             | ↘6911            | 96,64         |
| 17 | сельсовет Халимбекаульский    | село Халимбекаул       | 2                             | ↗4686            | 34,42         |
| 18 | сельсовет Чанкурбинский       | село Чанкурбе          | 2                             | ↗1665            | 8,64          |
| 19 | село Чиркей                   | село Чиркей            | 1                             | ↗10 098          | 240,01        |
| 20 | сельсовет Эрпелинский         | село Эрпели            | 2                             | ↗4646            | 45,73         |

## Населённые пункты
В районе 30 сельских населённых пунктов:
| №  | Населённый пункт  | Тип  | Население | Сельское поселение            |
| -- | ----------------- | ---- | --------- | ----------------------------- |
| 1  | Агачкала          | село | ↗583      | сельсовет Верхнеказанищенский |
| 2  | Акайтала          | село | ↗775      | село Акайтала                 |
| 3  | Апши              | село | ↗2024     | сельсовет Апшинский           |
| 4  | Аркас             | село | ↘381      | село Аркас                    |
| 5  | Арыхкент          | село | ↗744      | сельсовет Апшинский           |
| 6  | Атланаул          | село | ↗3183     | село Атланаул                 |
| 7  | Буглен            | село | ↗2137     | село Буглен                   |
| 8  | Ванашимахи        | село | ↘237      | сельсовет Карамахинский       |
| 9  | Верхнее Ишкарты   | село | ↗468      | сельсовет Ишкартынский        |
| 10 | Верхнее Казанище  | село | ↗9048     | сельсовет Верхнеказанищенский |
| 11 | Верхний Дженгутай | село | ↗2594     | село Верхний Дженгутай        |
| 12 | Верхний Каранай   | село | ↗1113     | сельсовет Верхне-Каранаевский |
| 13 | Гергентала        | село | ↗52       | сельсовет Манасаульский       |
| 14 | Дуранги           | село | ↗526      | село Дуранги                  |
| 15 | Кадар             | село | ↗3064     | село Кадар                    |
| 16 | Карамахи          | село | ↘3916     | сельсовет Карамахинский       |
| 17 | Кафыр-Кумух       | село | ↗6107     | село Кафыр-Кумух              |
| 18 | Качкалык          | село | ↗581      | сельсовет Чанкурбинский       |
| 19 | Манасаул          | село | ↗967      | сельсовет Манасаульский       |
| 20 | Нижнее Ишкарты    | село | ↘917      | сельсовет Ишкартынский        |
| 21 | Нижнее Казанище   | село | ↗17 502   | село Нижнее Казанище          |
| 22 | Нижний Дженгутай  | село | ↗7018     | село Нижний Дженгутай         |
| 23 | Нижний Каранай    | село | ↗336      | сельсовет Верхне-Каранаевский |
| 24 | Такалай           | село | ↘353      | сельсовет Халимбекаульский    |
| 25 | Халимбекаул       | село | ↘4223     | сельсовет Халимбекаульский    |
| 26 | Чабанмахи         | село | ↘964      | сельсовет Карамахинский       |
| 27 | Чанкурбе          | село | ↘911      | сельсовет Чанкурбинский       |
| 28 | Чиркей            | село | ↗10 477   | село Чиркей                   |
| 29 | Экибулак          | село | ↗240      | сельсовет Эрпелинский         |
| 30 | Эрпели            | село | ↗4358     | сельсовет Эрпелинский         |

Село Экибулак является анклавом Буйнакского района в окружении соседнего Кумторкалинского района.

## Экономика
Экономика района — сельскохозяйственная. Выращиваются — кукуруза, фасоль, а также плодовые и овощные культуры.

## Комментарии
1. ↑  авар. Буйнакъ мухъ, агул. Буйнакск район, азерб. Buynaksk rayonu, дарг. Буйнакск къатI, кум. Темирхан-шура якъ, Бойнакъ якъ, лак. Буйнакск кIану, лезг. Буйнакск район, ног. Буйнакск район, рут. Буйнакск район, таб. Буйнакск район, татск. Буйнакск район, цахур. Буйнакск район, чечен. Буйнакск кIошт.
2. ↑  Согласно конституции Дагестана, государственными языками на территории республики являются — русский, аварский, агульский, азербайджанский, даргинский, кумыкский, лакский, лезгинский, ногайский, рутульский, табасаранский, татский, цахурский и чеченский языки.
3. ↑  Под аварцами в данном случае следует понимать также и 13 андо-цезских народов и арчинцев, которые включены в состав аварцев[32].
4. ↑  Под аварцами в данном случае следует понимать также и 13 андо-цезских народов и арчинцев, которые включены в состав аварцев[32].